# Microtus dogramacii
Microtus dogramacii es una especie de roedor de la familia Cricetidae.

## Distribución geográfica
Solo se encuentra en el centro de Turquía